# Vicente Sánchez Iranzo
Vicente Sánchez Iranzo (Utiel, 29 de març de 1960 - València, 6 de novembre de 2001) va ser un advocat i polític valencià, diputat a les Corts Valencianes durant la II Legislatura.
Havia treballat com a administratiu i va ser secretari general de les Joventuts Socialistes del País Valencià. Va ocupar un escó com a diputat a les Corts Valencianes en 1989, on fou vocal de la Comissió d'Indústria, Comerç i Turisme de les Corts Valencianes.
A les eleccions municipals espanyoles de 1995 fou escollit alcalde d'Utiel. A les eleccions municipals espanyoles de 1999 no aconseguí renovar el càrrec, però es mantingué com a regidor i fou nomenat assessor del grup socialista en la Federació Valenciana de Municipis i Províncies. El 5 de setembre de 2001 va patir un aneurisma mentre anava en cotxe a València i va tenir accident de trànsit a Setaigües. Fou traslladat immediatament a l'Hospital de Requena, i a causa de la gravetat fou traslladat a l'Hospital General de València, on va morir l'endemà.